# نيون موناستيريون (فثيوتيس)
نيون موناستيريون (Νέον Μοναστήριον) هي مدينة في فثيوتيس في مقاطعة كينتريكي إلادا في اليونان.